# Sarah Croce
Pour les articles homonymes, voir Sarah et Croce.
Sarah Croce, née le 31 décembre 1983, est une actrice, productrice, réalisatrice, scénariste et monteuse américaine.

## Biographie
Sarah Croce est ouvertement lesbienne. 
Elle a été en couple avec la youtubeuse Stevie Boebi.

## Filmographie

### Comme actrice
- 2008 : ...Around : Leona
- 2009 : Girl Talk (court métrage) : Jordan
- 2009 : Issues: The Series (mini-série) : Jane (5 épisodes)
- 2009 : Bleeder (série télévisée) : Daisy (2 épisodes)
- 2010 : Flick's Chicks : Chakra
- 2010 : Skip Trace (court métrage) : Scrap
- 2011 : Happy Life : Patty
- 2011 : Finish Line (court métrage) : Angeni
- 2011 : Abby 79 (court métrage) : Sophia
- 2012 : Words with Girls (série télévisée) : Sarah Croce
- 2011-2013 : Unicorn Plan-It (série télévisée) : Keesha (11 épisodes)
- 2014 : Dirty Mind Challenge (série télévisée)
- 2014 : Room Tour Challenge (série télévisée)
- 2014-2015 : Entangled with You (série télévisée) : Goldie (3 épisodes)
- 2016 : Mono de Jarrett Lee Conaway : la reportère
- 2016 : The 490th Incarnation of MaDame Düx (court métrage) :Casanova

### Comme productrice
- 2010 : Skip Trace (court métrage)
- 2011-2013 : Unicorn Plan-It (série télévisée) (10 épisodes)
- 2015 : #NotMadMonday (mini-série)

### Comme réalisatrice
- 2012-2014 : Words with Girls (série télévisée) (7 épisodes)

### Comme scénariste
- 2012-2013 : Unicorn Plan-It (série télévisée) (3 épisodes)
- 2013 : After Pool Beauty: with Jess (court métrage)

### Comme monteuse
- 2012 : Unicorn Plan-It (série télévisée) (1 épisode)
- 2012 : Post-It (court métrage)
- 2013 : After Pool Beauty: with Jess (court métrage)